# José Velásquez Bórquez
José Velásquez Bórquez (Puchuncaví, 27 de diciembre de 1833-San Vicente de Tagua Tagua, 17 de julio de 1897) fue un  militar y político chileno.
Fue hijo del coronel de Ejército José Velásquez Loaysa y de Rosario Bórquez Silva.
Participó en la Revolución de 1859, apoyando al gobierno de Manuel Montt Torres, donde luchó en el combate de Los Loros y en la batalla de Cerro Grande, que significó la derrota definitiva del ejército liberal atacameño comandado por el caudillo Pedro León Gallo —la derrota de los liberales de Gallo permitió consolidar al gobierno conservador de Montt—.

## Formación militar
En 1853 ingresa como cadete de la Escuela Militar egresando el 14 de enero de 1854 como Alférez del Regimiento de Artillería hasta el 16 de mayo de 1857.
Participó en la Revolución de 1859, apoyando al gobierno de Manuel Montt Torres, donde luchó en el combate de Los Loros y en la batalla de Cerro Grande, que significó la derrota definitiva del ejército liberal atacameño comandado por el caudillo Pedro León Gallo —la derrota de los liberales de Gallo permitió consolidar al gobierno conservador de Montt—
Asciende a teniente el 12 de febrero de 1859 siendo nombrado teniente coronel graduado el 8 de febrero de 1872. Teniente coronel efectivo el 21 de enero de 1874. Inspector delegado para revistar las baterías de artillería, de frontera y examinar almacenes en el sur el 11 de diciembre de 1875: Destinado al Cuerpo de Asamblea de Santiago 1 de diciembre de 1877. Comandante del batallón cívico de "Los Ángeles" el 26 de marzo de 1879. Comandante de la Brigada Artillería de Línea Antofagasta el 24 de abril de 1879. Comandante del Batallón Artillería de Línea Antofagasta 29. de agosto de 1879.

## Invasión de la Araucanía
Participó en la campaña de la Araucanía, en especial en las fundaciones de las ciudades de Mulchén, Angol y Lebu. En abril de 1865 se le comisionó para reconocer el río Vergara desde Angol a Nacimiento, luego fue nombrado Comandante del Batallón Cívico de Caupolicán, Inspector del Batallón Cívico de San Felipe y Comandante del Batallón Cívico de Los Ángeles.

## Guerra del Pacífico
Al estallar la Guerra del Pacífico, se le destinó a la ciudad de Antofagasta donde fue nombrado Comandante del Regimiento N.º 2 de Artillería. Luchó en la toma de Pisagua, en la batalla de Dolores, de Tacna y en Arica.
Fue nombrado comandante general de Artillería y luchó heroicamente en las batallas de San Juan y de Miraflores. Luego fue nombrado comandante general de Armas de Tacna y Arica y poco después se le encomendó la expedición y toma de la ciudad de Arequipa logrando su cometido.

## Parlamento y Guerra Civil de 1891

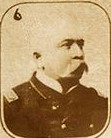
Retrato de José Velásquez Borquez
Retrato como Ministro del Presidente Balmaceda

Fue designado Intendente de la Provincia de Coquimbo por el presidente Domingo Santa María, el 19 de octubre de 1886. Sería elegido diputado por Quillota para el período 1888-1891. En 1890, fue llamado por el presidente José Manuel Balmaceda para ocupar el cargo de ministro de Guerra y Marina, siendo nuevamente designado en 1891.
En plena guerra civil de 1891, apoyó activamente al gobierno de Balmaceda, siendo Jefe del Estado Mayor del Ejército. Fue elegido senador por Valparaíso en el Congreso Constituyente de 1891. Finalizada la guerra, fue arrestado y sometido a tormentos en el Monitor Huáscar por ocho meses, hasta que obtuvo su libertad en 1892 gracias a la amnistía y al indulto general aplicado por el presidente Jorge Montt Álvarez. 
Participó en la fundación del Partido Liberal Democrático y fue director general del mismo en 1894. Ese mismo año, fue elegido diputado por Santiago, hasta 1897. En sus tres cargos parlamentarios integró la Comisión Permanente de Guerra y Marina tanto de la Cámara como del Senado. 
Se retiró del Ejército el 29 de abril de 1895, tras 41 años, 4 meses y 22 días de servicio.
Falleció en San Vicente de Tagua-Tagua, provincia de Colchagua, el 17 de julio de 1897. Sus restos fueron trasladados en Ferrocarril a Santiago y fue sepultado en el Cementerio General.